# Williams FW25
O FW25 é o modelo da Williams da temporada de 2003 da Fórmula 1. Condutores: Juan Pablo Montoya, Ralf Schumacher e Marc Gené.
Porque queixas tinha sobre o BMW FW24 , o novo carro 2003 é um novo design completo, alto há várias semelhanças entre este carro e seu antecessor. O carro se esforçou para encontrar espaço nas corridas de abertura da temporada e fez BMW repensar itens para o futuro na Fórmula 1.
No momento em que a equipe foi para Mónaco , a Michelin desenvolveu um novo pneu dianteiro mais largo que se destinava a libertar todo o potencial de Montoya e o carro Williams. O tempo imediatamente ganhou porque esta corrida , marcou um duplo pódio no Grande Prêmio do Canadá , então vá a marcar dominantes 1-2 vitórias no Grande Prêmio da Europa em Nurburgring , e a próxima corrida, o Grande Prêmio da França em Magny-Cours .
Devido a isso, Juan Pablo estava dentro da corrida para ganhar a coroa de pilotos de F1 Até Ferrari e Bridgestone reclamou dos pneus da Michelin testa . Como resultado , a FIA proibiu o pneu deixando claro Qualquer pneu a qualquer momento pode não ser maior que a largura permitida icts máximos. Até essa altura, a Michelin pneus dianteiros foram construídos de tal forma que ele estava dentro dos limites Quando nova , com propósitos enquanto o pneu Ser tornou-se ligeiramente mais largo , dando os carros mais aderência .
Até aquela época, a Williams FW25 não poderia vencer qualquer um dos restantes seis corridas na temporada altho Juan- Pablo estava liderando o GP do Japão antes de abandonar com problemas hidráulicos .
Três pilotos levaria o FW25 na temporada de 2003 , como piloto de testes da Williams, Marc Gene piloto regular de Ralf Schumacher Mittal para o Grande Prêmio da Itália . O alemão era na época ainda se recuperando de um acidente em Monza na semana anterior a esta raça .
especificações
Transmissão: WilliamsF1
Clutch : Produtos Automotivos
Chassis: composto de carbono / epóxi Manufacturado por WilliamsF1
Sistema de refrigeração : Dois radiadores de água , radiadores de óleo dois laterais Ou da moldura
Freios : Discos e pastilhas de carbono Indústria operados por pinças AP
Lubrificantes : Castrol
Combustível: Petrobras
Rodas : O.Z.Racing , 13 x 12 frente , 13 x 13,7 traseira
Pneus : Michelin
Instrumentação Cockpit : display digital de dados WilliamsF1 aliada sistema BMW HUD ( Ralf Schumacher )
Assento de motorista: Anatomicamente Formada em material composto de carbono / epóxi com Alcantara cobrindo http://www.alcantara.it , 600,800 , MediaWindow ) "> www.alcantara.it
Sistemas Extintas : Dispositivos WilliamsF1/Safety
Sistema de pintura : PPG Industries
Peso: 600 kg Incluindo motorista e câmera
Nome do Motor : BMW P83
Tipo: V10 naturalmente aspirado , 90 °, 2998 cc
Válvula de quatro válvulas por cilindro pneumático
Bloco do motor : Alumínio
Cabeça do cilindro: Alumínio
Virabrequim : aço
Sistema de óleo: lubrificação por cárter seco

## Resultados[1]
(legenda) (em negrito indica pole position e itálico volta mais rápida)
| Ano  | Chassis | Motor      | Pneus | N° | Pilotos            | 1   | 2   | 3   | 4   | 5   | 6   | 7   | 8   | 9   | 10  | 11  | 12  | 13  | 14  | 15  | 16  | Pontos | Posição |  |
| ---- | ------- | ---------- | ----- | -- | ------------------ | --- | --- | --- | --- | --- | --- | --- | --- | --- | --- | --- | --- | --- | --- | --- | --- | ------ | ------- |  |
|      |         |            |       |    |                    |     |     |     |     |     |     |     |     |     |     |     |     |     |     |     |     |        |         |  |
|      |         |            |       |    |                    | AUS | MAL | BRA | SMR | ESP | AUT | MON | CAN | EUR | FRA | GBR | GER | HUN | ITA | USA | JAP |        |         |  |
| 2003 | FW25    | BMW 83 V10 | M     | 3  | Juan Pablo Montoya | 2   | 11  | Ret | 7   | 4   | Ret | 1   | 3   | 2   | 2   | 2   | 1   | 3   | 2   | 6   | Ret | 144    | 2°      |  |
| 2003 | FW25    | BMW 83 V10 | M     | 4  | Ralf Schumacher    | 8   | 4   | 7   | 4   | 5   | 6   | 4   | 2   | 1   | 1   | 9   | Ret | 4   |     | Ret | 12  | 144    | 2°      |  |
| 2003 | FW25    | BMW 83 V10 | M     | 4  | Marc Gené          |     |     |     |     |     |     |     |     |     |     |     |     |     | 5   |     |     | 144    | 2°      |  |